# Chaetomitrium ctenidioides
Chaetomitrium ctenidioides là một loài Rêu trong họ Hookeriaceae. Loài này được Broth. mô tả khoa học đầu tiên năm 1900.